# Mesochorus plumosus
Mesochorus plumosus är en stekelart som beskrevs av Dasch 1971. Mesochorus plumosus ingår i släktet Mesochorus och familjen brokparasitsteklar. Inga underarter finns listade i Catalogue of Life.